# 皇室費用
皇室費用（こうしつひよう）とは、皇室に関する諸経費。

## 現在の皇室費
日本国憲法では、皇室の費用は予算に計上して国会の議決を経る必要がある（日本国憲法第88条）。
皇室費は2016年（平成28年）度予算案で約61億円。皇室費は内廷費・皇族費・宮廷費の三つに分かれている。（皇室経済法第3条）。また、宮内庁費は109億3,979万円。皇宮警察本部人件費は72億4500万円。
内廷費
天皇・上皇・内廷にある皇族の日常の費用その他内廷諸費に充てるもので，法律により定額が定められ，2016年（平成28年）度は，3億2,400万円。内廷費として支出されたものは，御手元金となる（皇室経済法第4条，皇室経済法施行法第7条）。この内、約3分の1が人件費（内廷で私的に雇われる職員）に、3分の2が物件費に使われる。
皇族費
皇族としての品位保持の資に充てるためのもので，各宮家の皇族に対し年額により支出される。2016年（平成28年）度の皇族費の総額は，2億2,997万円。皇族費として支出されたものは，各皇族の御手元金となる。なお，皇族費には，皇族が初めて独立の生計を営む際に一時金として支出されるものと皇族がその身分を離れる際に一時金として支出されるものもある（皇室経済法第6条）。
宮廷費
儀式、国賓・公賓等の接遇、行幸啓，外国訪問など皇室の公的活動等に必要な経費、皇室用財産の管理に必要な経費、皇居等の施設の整備に必要な経費などで、2016年（平成28年）度は、55億4,558万円。宮廷費は宮内庁の経理する公金である（皇室経済法第5条）。

## 皇室経済会議
皇室経済に関する重要な事項の審議に当たるため、合議体の皇室経済会議が設置される。同会議の議員は、衆議院及び参議院の議長及び副議長、内閣総理大臣、財務大臣、宮内庁の長並びに会計検査院の長の8人。議長は内閣総理大臣。
皇室経済会議の主要な職務は次のとおり。
- 皇族が独立の生計を営むことの認定
- 皇族がその身分を離れる際に支出する一時金額による皇族費の金額決定
- 内廷費・皇族費の定額の変更の必要を認める旨の意見の提出

### 現在の議員
|  | 氏名       | 職名         | 生年月日（年齢）       | 備考 |
|  | ---------- | ------------ | ---------------------- | ---- |
|  | 額賀福志郎 | 衆議院議長   | 1944年1月11日（81歳）  |      |
|  | 玄葉光一郎 | 衆議院副議長 | 1964年5月20日（60歳）  |      |
|  | 関口昌一   | 参議院議長   | 1953年6月4日（71歳）   |      |
|  | 長浜博行   | 参議院副議長 | 1958年10月20日（66歳） |      |
|  | 石破茂     | 内閣総理大臣 | 1957年2月4日（68歳）   | 議長 |
|  | 加藤勝信   | 財務大臣     | 1955年11月22日（69歳） |      |
|  | 西村泰彦   | 宮内庁長官   | 1955年6月29日（69歳）  |      |
|  | 田中弥生   | 会計検査院長 | 1960年3月20日（64歳）  |      |

- 2024年（令和6年）11月15日現在[3]

## 大日本帝国憲法下
なお、大日本帝国憲法下では「皇室経費」と呼ばれ、将来増額を要する場合を除いて帝国議会の協賛は必要ないこととされていた（大日本帝国憲法第66条）。
明治憲法以前は皇室と国との法律上の明白な区別は認められず、皇室経費は当然に国の歳出の一部として支出され、国の他の歳出と特段の差異は無かったが、明治憲法制定後は皇室の収入支出は天皇の一身に属するものとして国の収入支出と区別され、国からは毎年、定額が皇室経費として皇室に捧呈され、それがどのように費消されるかは皇室内部のことに属し、政府も帝国議会も会計検査院もこれに関与する権能は無かった。皇室の会計は皇室の機関によって処理された。
皇室の収入は国庫から支出される皇室経費だけではなく御料収入も大きかった。国庫からは毎年、定額の皇室経費（昭和初年で450万円）が支出され、将来、これを増額する必要がある場合のほか帝国議会の協賛を必要としなかった（明治憲法66条）。